# L'Aventure des millions
L'Aventure des millions est un film muet français réalisé par Louis Feuillade et sorti en 1916.

## Fiche technique
- Réalisation : Louis Feuillade
- Scénario : Louis Feuillade
- Société de production : Société des Établissements L. Gaumont
- Format : Noir et blanc - Muet - 1,33:1 - 35 mm
- Métrage : 1 525 m
- Date de sortie : 
  - France : octobre 1916

## Distribution
- Yvette Andréyor
- Madeleine Barjac
- Georges Flateau
- Louis Leubas
- Édouard Mathé
- Jacques Volnys